# Pico Gelada
Pico Gelada är en bergstopp i Spanien.   Den ligger i provinsen Província de Lleida och regionen Katalonien, i den nordöstra delen av landet, 400 km nordost om huvudstaden Madrid. Toppen på Pico Gelada är 2 436 meter över havet.
Terrängen runt Pico Gelada är bergig åt nordost, men åt sydväst är den kuperad.Runt Pico Gelada är det glesbefolkat, med 8 invånare per kvadratkilometer. Närmaste större samhälle är Barruera, 3,6 km sydost om Pico Gelada. Trakten runt Pico Gelada består i huvudsak av gräsmarker.